# Попув-Кольонія
Попув-Кольонія (пол. Popów-Kolonia) — село в Польщі, у гміні Пенчнев Поддембицького повіту Лодзинського воєводства.
У 1975-1998 роках село належало до Серадзького воєводства.